# مارك لويس (عالم)
مارك لويس (بالفرنسية: Mark Lewis)‏ (و. 1962  م) هو رياضياتي، وعالم بيئة كندي.

## جوائز
حصل على جوائز منها:
- جائزة مركز الأبحاث الرياضياتية وفيلدز ومعهد المحيط الهادئ للعلوم الرياضية [الإنجليزية]‏ (2011)
- زمالة جمعية الرياضيات الصناعية والتطبيقية
- زمالة الجمعية الملكية الكندية.